# Rivière Saint-Pierre (Mascouche)
Pour les articles homonymes, voir Saint-Pierre et Rivière Saint-Pierre.
Ne doit pas être confondu avec Rivière Saint-Pierre (Mirabel).
La rivière Saint-Pierre est un affluent de la rivière Mascouche, coulant au sud-est du Québec, au Canada. Ce cours d'eau traverse les régions administratives de :
- Les Laurentides : MRC de Thérèse-De Blainville, municipalité de Sainte-Anne-des-Plaines ;
- Lanaudière : MRC de Les Moulins : secteur La Plaine de la ville de Terrebonne et la ville de Mascouche.

Cette rivière traverse vers l'est une plaine agricole en passant du côté nord de plusieurs zones urbaines, en parallèle à la rivière des Mille Îles.

## Géographie
La rivière Saint-Pierre prend sa source du côté nord du village de Sainte-Anne-des-Plaines. Cette source est située à :
- 1,5 km au nord-ouest de la rivière des Mille Îles ;
- 2,6 km au nord-est de l'aérogare de l'aéroport de Mirabel ;
- 11,1 km au nord-ouest de la confluence de la rivière Saint-Pierre.

Parcours de la rivière
À partir sa source, la rivière Saint-Pierre coule sur 16,2 km, selon les segments suivants :
- 2,6 km vers le nord-est, jusqu'à la limite de la ville de Mascouche ;
- 1,1 km vers le nord-est dans le secteur La Plaine de la ville de Terrebonne, jusqu'à la rue principale du village de La Plaine ;
- 5,8 km vers l'est, jusqu'à la rue principale desservant le village Domaine-du-Boisé ;
- 6,7 km (ou 3,5 km en ligne directe) dans la ville de Mascouche, en serpentant jusqu'à la confluence de la rivière[2].

La confluence de la rivière Saint-Pierre se déverse dans un coude de rivière sur la rive gauche de la rivière Mascouche, soit au nord de la zone urbaine de la ville de Mascouche.

## Toponymie
D'origine chrétienne, ce toponyme est connu depuis le début de la concession de la seigneurie des Plaines, soit vers 1731. Les colons avait commencé le défrichement des lots avant 1740 le long de la rivière Saint-Pierre, laquelle permettait une route de glace en hiver avant le développement des routes le long de la rivière. Cette dénomination est attestée la première fois en 1853 avec localisation exacte sur la carte de Joseph Francis Bouchette. Les documents d'érection de la paroisse de Mascouche, 1829-1831, indiquent que la rivière Saint-Pierre a déjà été désigné "Ruisseau de la Plaine". La carte de Joseph Bouchette de 1831 désigne ce cours d'eau Riv. St Marie, reprenant ainsi la désignation qui paraît dans un aveu et dénombrement de la seigneurie de Terrebonne, en 1736.
Le toponyme rivière Saint-Pierre a été officialisé le 5 décembre 1968 à la Banque des noms de lieux de la Commission de toponymie du Québec.